# Список серий мультсериала Sonic Boom
Sonic Boom — мультсериал франко-американского производства, основанный на серии видеоигр Sonic the Hedgehog. Его созданием занималось американское подразделение Sega совместно с OuiDo! Entertainment. Состоит из двух сезонов по 52 серии в каждом. Премьерный показ мультсериала состоялся 8 ноября 2014 года на канале Cartoon Network в США и 19 ноября на Canal J во Франции. Премьера второго сезона состоялась 29 октября 2016 г. в США и 8 апреля 2017 г. во Франции.
Эпизоды в данном списке перечислены по порядку их выхода на территории США.
| Сезон | Сезон | Серий | Премьера в США | Премьера в США | Премьера во Франции | Премьера во Франции |
| Сезон | Сезон | Серий | Начало         | Финал          | Начало              | Финал               |
| ----- | ----- | ----- | -------------- | -------------- | ------------------- | ------------------- |
|       | 1     | 52    | 08.11.2014     | 14.11.2015     | 19.11.2014          | 20.09.2015          |
|       | 2     | 52    | 29.10.2016     | 18.11.2017     | 08.04.2017          | 29.09.2017          |

## Сезон 1 (2014—2015)
| № | Название                                                                     | Сценаристы                               | Премьера              | Премьера во Франции | Зрители США (в миллионах) |
| --- | ---------------------------------------------------------------------------- | ---------------------------------------- | --------------------- | ------------------- | ------------------------- |
| 1 | «Напарник» «The Sidekick»                                                    | Марк Бэнкер и Дуг Либлих                 | 08.11.2014            | 19.11.2014          | 1,151                     |
| Соник и Тейлз сражаются с новым роботом доктора Эггмана. Робот задевает самолёт Тейлза и тот падает, получая незначительные травмы. После боя, Соник решает отстранить своего друга от дел и найти нового подручного. |                                                                              |                                          |                       |                     |                           |
| 2 | «Приют для злодея» «Can an Evil Genius Crash on Your Couch for a Few Days ?» | Дуг Либлих                               | 08.11.2014            | 19.11.2014          | 1,151                     |
| Эггман заключает с Соником договор, согласно которому он может пожить у него дома некоторое время. На самом деле доктор собирается довести своих врагов до измученного состояния, чтобы к моменту битвы с его роботом они не могли даже двинуться с места от усталости. Робот же неверно истолковывает приказ атаковать Соника и начинает крушить крепость самого Эггмана. Злодею предстоит вновь просить о помощи своего врага, но тот буквально засыпает на ходу. |                                                                              |                                          |                       |                     |                           |
| 3 | «Трудности перевода» «Translate This»                                        | Дейв Полски                              | 15.11.2014            | 19.11.2014          | 1,019                     |
| Тейлз изобретает нового робота-переводчика и показывает его друзьям. Те не слишком впечатлены, потому что робот не только переводит любые языки, но и умеет читать мысли. Доктор Эггман, прознав об этом, подменяет робота Тейлза на своего, чтобы тот произносил только обидные фразы и тем самым окончательно рассорил компанию. Тейлз вскоре раскрывает его план и отправляется в логово злодея в одиночку, чтобы спасти своё изобретение.                       |                                                                              |                                          |                       |                     |                           |
| 4 | «Бастер» «Buster»                                                            | Эрик Трухарт                             | 15.11.2014            | 22.11.2014          | 1,019                     |
| Друзья Стикс говорят, что ей нужно научиться обращению с животными, после чего она находит маленького пса-робота и называет его Бастером. Стикс без ума от нового питомца, но тот не нравится всем остальным, поскольку портит всё вокруг своей мерзкой слизью. В довершение ко всему, оказывается, что Бастера создал Эггман. |                                                                              |                                          |                       |                     |                           |
| 5 | «Моя прекрасная Стикс» «My Fair Sticksy»                                     | Дуг Либлих                               | 22.11.2014            | 19.11.2014          | 1,122                     |
| Стикс приглашают на светскую вечеринку с друзьями. Однако она осознаёт, что не умеет вести себя как леди. |                                                                              |                                          |                       |                     |                           |
| 6 | «Экстремальное преобразование» «Fortress of Squalitude»                      | Митч Уотсон                              | 22.11.2014            | 22.11.2014          | 1,122                     |
| Горя желанием попасть на обложку журнала, Эггман вычищает своё логово до последней пылинки, но все старания оказались неоценёнными. Решив любой ценой добиться своего, доктор нанимает для перестройки своей крепости, обиженную на своих друзей, Эми… |                                                                              |                                          |                       |                     |                           |
| 7 | «Двойной конец света» «Double Doomsday»                                      | Марк Бэнкер, Алан Дентон и Грег Хан      | 29.11.2014            | 10.12.2014          | 0,894                     |
| Эггман встречает своего поклонника по имени Дейв, который работает в кафетерии. Прельстившись его похвалами, доктор приглашает Дейва на свою базу и нанимает в качестве помощника. Орбот и Кубот обеспокоены тем, насколько сильно их хозяин привязался к Дейву, и похоже, небезосновательно. |                                                                              |                                          |                       |                     |                           |
| 8 | «Яйцеголовые» «Eggheads»                                                     | Жан-Кристоф Деррьен и Ромен Ван Льемт    | 06.12.2014            | 10.12.2014          | 0,998                     |
| Эггман изобретает печенья, которые превращают того, кто их съест, в злодея. Он подкидывает их на крыльцо дома Соника, в расчёте, что тот заметит и съест печенья. Однако вместо него их пробуют все остальные его друзья. Теперь на острове не один, а целых пятеро злых гениев. |                                                                              |                                          |                       |                     |                           |
| 9 | «Чувство вины» «Guilt Tripping»                                              | Адам Бичен                               | 17.01.2015            | 17.12.2014          | TBD                       |
| Соник и Тейлз спасают деревню Гогоба от налёта бандитов. Местные жители так благодарны своим спасителям, что устраивают им радушный приём и всячески упрашивают остаться. Очень скоро друзья устают от их чрезмерного обожания, но чувство вины, подкрепляемое словами вождя деревни, не позволяет им уйти из деревни на виду у всех. Соник и Тейлз пытаются найти способ вырваться из «плена почестей» Гогоба и вернуться домой.                                   |                                                                              |                                          |                       |                     |                           |
| 10 | «Куда делся Эггман?» «Dude, Where’s My Eggman ?»                             | Алан Дентон и Грег Хан                   | 24.01.2015            | 17.12.2014          | 1,101                     |
| Орбот и Кубот «просыпаются» посреди базы Эггмана не помня того что произошло вчера. Также они обнаруживают что сам Эггман исчез. Теперь, когда нависла угроза потерять своего хозяина, Орбот и Кубот должны отыскать доктора Эггмана. |                                                                              |                                          |                       |                     |                           |
| 11 | «Робокорова» «Cowbot»                                                        | Том Пагсли, Алан Дентон и Грег Хан       | 31.01.2015            | 24.12.2014          | TBD                       |
| Доктор Эггман создаёт довольно нелепого, но очень опасного робота. Однако Тейлзу удаётся его перепрограммировать и теперь целью робота, вместо Соника, стал сам Эггман… |                                                                              |                                          |                       |                     |                           |
| 12 | «Нелегальный цирк» «Circus of Plunders»                                      | Марк Бэнкер, Алан Дентон и Грег Хан      | 07.02.2015            | 24.12.2014          | 0,941                     |
| Тейлз, во время очередного сражения с Эггманом, испытывает своё новое изобретение, однако оно срабатывает не так как было нужно, из-за чего Тейлз, на время, покидает команду. После Соник и его друзья сразу же встречают бродячий цирк и становятся его артистами. Однако цирк оказывается одной огромной ловушкой. Тейлзу, как единственному оставшемся на свободе, предстоит спасти своих друзей.                                                               |                                                                              |                                          |                       |                     |                           |
| 13 | «Невезучий Наклз» «Unlucky Knuckles»                                         | Дейв Полски                              | 14.02.2015            | 14.01.2015          | 1,106                     |
| Из-за череды неудач Наклз постоянно проигрывает Сонику. По совету Стикс, он решает изменить «вселенский баланс везения», и для этого начинает вовлекать себя в опасные ситуации. В то же время, Эггман, считая, что удача на его стороне, принимает решение напасть на деревню. |                                                                              |                                          |                       |                     |                           |
| 14 | «Метеорит» «The Meteor»                                                      | Ромен Ван Льемт и Жан-Кристоф Деррьен    | 21.02.2015            | 21.01.2015          | 0,939                     |
| Соник и его друзья наблюдают за метеоритным дождем, когда одно из небесных тел падает недалеко от них. Эггман уже тут как тут и спешит завладеть «подарком космоса», в результате получается так, что ёж и доктор касаются метеорита одновременно, это порождает «небольшой» побочный эффект — Эггман и Соник меняются телами. |                                                                              |                                          |                       |                     |                           |
| 15 | «Эггман в депрессии» «Aim Low»                                               | Алан Дентон и Грег Хан                   | 28.02.2015            | 14.01.2015          | 1,175                     |
| После очередного неудачного плана по уничтожению команды Соника, Эггман впадает в депрессию, и поэтому решает обратиться за помощью к мотивационному оратору. Вновь обретя уверенность, доктор увольняет оратора, однако позднее обнаруживает, что теперь он не может принимать решения самостоятельно. |                                                                              |                                          |                       |                     |                           |
| 16 | «Случайный злодей» «How to Succeed in Evil Without Really Trying»            | Дэн Милано                               | 07.03.2015            | 21.01.2015          | 1,109                     |
| Когда изобретение Тейлза случайно уничтожает фруктовый сад, группа злодеев заинтересовывается лисёнком, и решает пригласить его в своё тайное общество. |                                                                              |                                          |                       |                     |                           |
| 17 | «Не судите меня» «Don’t Judge Me»                                            | Рейд Харрисон                            | 14.03.2015            | 11.02.2015          | 0,874                     |
| Потерпев очередное поражение, Эггман решает подать на Соника в суд и выиграть в нём, применяя самые «грязные» уловки. |                                                                              |                                          |                       |                     |                           |
| 18 | «Соус доктора Эггмана» «Dr. Eggman’s Tomato Sauce»                           | Алан Дентон и Грег Хан                   | 21.03.2015            | 11.02.2015          | 0,903                     |
| Эггман решил прославиться как повар, разработав свой рецепт томатной пасты. Но насколько чисты его намерения? |                                                                              |                                          |                       |                     |                           |
| 19 | «Энергия бега» «Sole Power»                                                  | Томас Баричелла                          | 28.03.2015            | 18.02.2015          | 0,899                     |
| Привычный мир Соника рушится, когда сверхзвуковой ёж стал по-настоящему звуковым: когда он бежит, то издаёт очень громкий и неприятный звук. Ситуацию решил исправить Эггман, дав ежу особую обувь, но сразу же Соник с друзьями подвергаются нападению нового робота… |                                                                              |                                          |                       |                     |                           |
| 20 | «День ежа» «Hedgehog Day»                                                    | Жоэль Селльнер                           | 04.04.2015            | 18.02.2015          | 0,864                     |
| Во время очередного сражения с Соником, Эггман попадает во временную петлю, и ему приходится раз за разом переживать один и тот же день. По началу Эггману это нравится, но потом он понимает что из этого состояния ему надо, как можно скорее, выбираться. |                                                                              |                                          |                       |                     |                           |
| 21 | «Спящий великан» «Sleeping Giant»                                            | Дуглас Тьюбер и Тим Мейл                 | 11.04.2015            | 11.03.2015          | 1,018                     |
| Соник, Тейлз и Наклз случайно пробуждают спящего каменного гиганта, который начинает бесчинствовать. |                                                                              |                                          |                       |                     |                           |
| 22 | «Храм дружбы» «The Curse of Buddy Buddy Temple»                              | Дуг Либлих                               | 18.04.2015            | 11.03.2015          | 0,904                     |
| Во время погони за Эггманом, Соник, вместе с ним, попадают в храм дружбы, из которого можно выйти, если всё делать вместе. Сначала Эггман и Соник ссорятся, но потом, увидев табличку с надписью: «Войдя сюда врагами, вы выйдете друзьями», понимают, что нужно действовать сообща. |                                                                              |                                          |                       |                     |                           |
| 23 | «Слаженные действия» «Let’s Play Musical Friends»                            | Наталис Раут-Сьюзак                      | 25.04.2015            | 01.04.2015          | 0,829                     |
| Когда разумный компьютерный вирус захватывает контроль над технологией доктора Эггмана, Орбот и Кубот должны проникнуть в виртуальный мир, чтобы победить вирус. |                                                                              |                                          |                       |                     |                           |
| 24 | «Штраф» «Late Fees»                                                          | Фредди Гутьеррес                         | 02.05.2015            | 01.04.2015          | 1,071                     |
| Соник понимает, что у него есть в распоряжении всего семь минут для того, чтобы вернуть библиотечную книгу Эми и он, вступает в гонку со временем, борясь с болтливыми горожанами, тягой к бургерам и разъяренным Эггманом. |                                                                              |                                          |                       |                     |                           |
| 25 | «Навыки выживания» «Into the Wilderness»                                     | Рейд Харрисон                            | 09.05.2015            | 01.04.2015          | 1,056                     |
| Когда Соник становится самоуверенным относительно своих способностей к выживанию, Стикс и Эми предлагают Сонику и Наклзу беспрецедентное соревнование на проверку способностей к выживанию. |                                                                              |                                          |                       |                     |                           |
| 26 | «Техническая забастовка» «Eggman Unplugged»                                  | Рейд Харрисон                            | 16.05.2015            | 08.04.2015          | 1,001                     |
| После того, как Соник и команда перехитрили Эггмана, используя его же технологии, доктор даёт обещание больше не использовать технику. В свою очередь, общество Молнии воспользовалось этой возможностью, захватив логово Эггмана, и развязало нападение на деревню. Соник и друзья должны заставить Эггмана вернуться к использованию технологий, вновь получить контроль над своим логовом и остановить общество Молнии.                                          |                                                                              |                                          |                       |                     |                           |
| 27 | «У Эми» «Chez Amy»                                                           | Рейд Харрисон                            | 13.07.2015            | 08.04.2015          | 0,960                     |
| После неудачного посещения фаст-фуда Эми решает открыть свой собственный ресторан. Начинается соперничество с бывшим местом её постоянного времяпрепровождения и его самым раздражающим работником — стажёром Дейвом. Но когда Эми начинает проигрывать эту войну, она неожиданно получает партнёра в лице Эггмана. |                                                                              |                                          |                       |                     |                           |
| 28 | «Посинеть от зависти» «Blue with Envy»                                       | Дуг Либлих                               | 09.06.2015 14.07.2015 | 08.04.2015          | 1,235                     |
| Новый супер-герой землеройка Свифти появляется в городе и ставит под угрозу статус Соника. |                                                                              |                                          |                       |                     |                           |
| 29 | «Проклятье косоглазого лося» «Curse of the Cross Eyed Moose»                 | Наталис Раут-Сьюзак                      | 15.07.2015            | 22.04.2015          | 1,274                     |
| После того, как Стикс увидела косоглазого лося, она поверила в то, что они с друзьями прокляты. Поэтому они направились на поиски единственного существа, способного снять проклятие — мистической мартышки. |                                                                              |                                          |                       |                     |                           |
| 30 | «Конкурс чили-догов» «Chili Dog Day Afternoon»                               | Рейд Харрисон                            | 16.07.2015            | 22.04.2015          | 1,448                     |
| Наклз хочет выиграть ежегодный кулинарный конкурс чили-догов. Он задался целью найти идеальные ингредиенты. По пути он натыкается на деревню Перечных Людей, желающих вернуть свой родной дом. |                                                                              |                                          |                       |                     |                           |
| 31 | «Тайна закрытой двери» «Closed Door Policy»                                  | Эрик Трухарт                             | 04.06.2015 17.07.2015 | 06.05.2015          | 1,488                     |
| Эми обнаруживает, что Стикс хранит кучу ненужных вещей в своей норе. Она предлагает устроить гаражную распродажу, чтобы избавиться от всего ненужного хлама. Во время распродажи, в норе Стикс обнаружилась секретная дверь в подземный мир. |                                                                              |                                          |                       |                     |                           |
| 32 | «Мэр Наклз» «Mayor Knuckles»                                                 | Рейд Харрисон                            | 20.07.2015            | 06.05.2015          | 1,260                     |
| Когда Наклз становится мэром на один день, в деревне начинается настоящий хаос. Команда Соника и Эггман должны скооперироваться, чтобы остановить его. |                                                                              |                                          |                       |                     |                           |
| 33 | «Эггман - режиссёр» «Eggman the Auteur»                                      | Сэм Фрейбергер                           | 21.07.2015            | 20.05.2015          | 1,368                     |
| Эггман снимает кинофильм о своей жизни и пытается привлечь на роль Соника, чтобы тот сыграл «не крутую» версию Соника. |                                                                              |                                          |                       |                     |                           |
| 34 | «Просто парень» «Just a Guy»                                                 | Алан Дентон и Грег Хан                   | 22.07.2015            | 20.05.2015          | 1,124                     |
| Когда Соник не разрешает парню Майку сражаться с Эггманом, город ополчается против него за бесчувственность. |                                                                              |                                          |                       |                     |                           |
| 35 | «Раз Наклз, два Наклз» «Two Good to Be True»                                 | Шарль-Анри Моарб                         | 23.07.2015            | 03.06.2015          | 1,143                     |
| Когда двойник Наклз из альтернативной реальности застревает в их мире и причиняет неприятности, команда должна найти способ вернуть его обратно домой. |                                                                              |                                          |                       |                     |                           |
| 36 | «Долина Куботов» «Beyond the Valley of the Cubots»                           | Бенуа Гренье                             | 24.07.2015            | 29.08.2015          | 1,129                     |
| Орбот и Кубот обнаруживают группу бракованных прототипов Кубота, прячущихся в джунглях. Те обращаются за помощью к Сонику и Тейлзу, чтобы они защитили их от Эггмана. |                                                                              |                                          |                       |                     |                           |
| 37 | «Ещё один злодей» «Next Top Villain»                                         | Рейд Харрисон                            | 01.08.2015            | 29.08.2015          | 0,622                     |
| Стажёр Дейв решил доказать своё злодейство матери, но все его попытки заканчивались неудачей. И так продолжалось до тех пор, пока он случайно не схватил доктора Эггмана. |                                                                              |                                          |                       |                     |                           |
| 38 | «Новогодний реванш» «New Year’s Retribution»                                 | Рейд Харрисон                            | 08.08.2015            | 03.06.2015          | 0,786                     |
| Пока вся деревня отмечала Новый Год, Эггман решил замедлить время для того, чтобы закончить план прошлого года до конца года — победить Соника. |                                                                              |                                          |                       |                     |                           |
| 39 | «Музыкальная битва» «Battle of the Boy Bands»                                | Алан Дентон и Грег Хан                   | 15.08.2015            | 29.08.2015          | 0,647                     |
| Когда Соник, Тейлз и Наклз решили, что Эми и Стикс «промыл мозги» поп-музыкант, парни стали проводить расследование под прикрытием – сформировав свою группу. |                                                                              |                                          |                       |                     |                           |
| 40 | «Влюблённый Тейлз» «Tails’ Crush»                                            | Рейд Харрисон                            | 22.08.2015            | 29.08.2015          | 0,806                     |
| Оказывается, что Тейлз влюблён в одну из девушек из деревни. Каждый из его друзей даёт ему совет, как «заполучить» девушку. Тейлз пробует применять советы на практике, но тщетно. Между тем, у Эггмана проблемы с получением посылки на почте. |                                                                              |                                          |                       |                     |                           |
| 41 | «Лучший друг» «Bro-Down Showdown»                                            | Шарль-Анри Моарб                         | 29.08.2015            | 30.08.2015          | 0,763                     |
| Испортив диван Эми, Соник и Наклз принимают участие в шоу-игре «Лучший Друг», для того, чтобы выиграть для неё новый диван. К сожалению, на шоу Соника ставят в пару с Эггманом, и у последнего есть в запасе несколько злодейских трюков. |                                                                              |                                          |                       |                     |                           |
| 42 | «Телевойны» «Late Night Wars»                                                | Рейд Харрисон                            | 05.09.2015            | 30.08.2015          | 0,724                     |
| Когда Наклз замещает комика Шимпа на вечернем комедийном ток-шоу, тот обращается за помощью к Эггману, чтобы вернуть свое шоу обратно. Соник и его команда должны спасти своего друга. |                                                                              |                                          |                       |                     |                           |
| 43 | «Виновник пожара» «Fire in a Crowded Workshop»                               | Наталис Раут-Сьюзак                      | 12.09.2015            | 30.08.2015          | 0,726                     |
| Когда мастерская Тейлза сгорает, у Соника, Наклза и Эми возникают противоречащие версии относительно того, как всё произошло. |                                                                              |                                          |                       |                     |                           |
| 44 | «Меня подставили» «It Wasn’t Me, It Was the One-Armed Hedgehog»              | Рейд Харрисон                            | 19.09.2015            | 30.08.2015          | 0,952                     |
| Ускоритель частиц Эггмана был украден, и все свидетельства указывают на Соника. Ёж должен найти настоящего вора для того, чтобы вернуть себе доброе имя. |                                                                              |                                          |                       |                     |                           |
| 45 | «Битва роботов» «Robot Battle Royale»                                        | Ромен Ван Льемт и Бенуа Гренье           | 26.09.2015            | 31.08.2015          | 0,866                     |
| Для того, чтобы доказать, что он такой же изобретатель, как и Тейлз, Наклз бросает ему вызов и предлагает принять участие в местной битве роботов. Но в соревнованиях также принимает участие Эггман, и он запланировал нечто гораздо большее, чем просто выиграть эти соревнования. |                                                                              |                                          |                       |                     |                           |
| 46 | «Роботы запрещены» «No Robots Allowed»                                       | Сэм Фрейбергер, Фиа Крид и Джастин Шатро | 03.10.2015            | 30.08.2015          | 0,607                     |
| Из-за роботов у Эггмана начались проблемы с Жилищной Ассоциацией, под юрисдикцией которой находится его база. Он не остановится ни перед чем, чтобы взять верх над ассоциацией, даже если эту победу над ними придётся одерживать за счёт милого званого ужина. |                                                                              |                                          |                       |                     |                           |
| 47 | «Пушистые собачки» «Fuzzy Puppy Buddies»                                     | Рейд Харрисон                            | 10.10.2015            | 31.08.2015          | 0,731                     |
| Эми и Эггман потихоньку сдружились под общим интересом к настольной игре под названием «Пушистые Собачки». Когда остальные члены команды узнали о новой дружбе, они заподозрили что-то неладное и стали беспокоиться о безопасности Эми. |                                                                              |                                          |                       |                     |                           |
| 48 | «Выходи по одному» «Designated Heroes»                                       | Рейд Харрисон                            | 17.10.2015            | 06.09.2015          | 0,719                     |
| Команда принимает вызов Эггмана сражаться с ним не всем вместе, а поодиночке. Эггман пользуется своим преимуществом, когда он имеет возможности использовать слабости каждого из них против них самих. |                                                                              |                                          |                       |                     |                           |
| 49 | «Образцы для подражания» «Role Models»                                       | Рейд Харрисон                            | 24.10.2015            | 05.09.2015          | 0,709                     |
| Когда Соник и команда выигрывают в номинации образцов для подражания, ценой за это является невозможность выполнять свою работу супергероев. Этой возможностью пользуется Эггман, начиная атаку. |                                                                              |                                          |                       |                     |                           |
| 50 | «Дружеские разногласия» «Cabin Fever»                                        | Рейд Харрисон                            | 31.10.2015            | 31.08.2015          | 0,607                     |
| Команда решает переждать шторм в доме Эми. Но всё выходит из-под контроля, когда они обнаруживают, что Эми написала пьесу, изображающую её друзей в не очень лестном свете. |                                                                              |                                          |                       |                     |                           |
| 51 | «Контрпродуктивность» «Counter Productive»                                   | Бенуа Гренье                             | 07.11.2015            | 20.09.2015          | 0,832                     |
| Наклз старается загладить свою вину за плохой проступок, но, к сожалению для его бывшей «жертвы» и всех остальных в деревне, он только всё усугубляет. |                                                                              |                                          |                       |                     |                           |
| 52 | «Объединение Зла» «It Takes a Village to Defeat a Hedgehog»                  | Алан Дентон и Грег Хан                   | 14.11.2015            | 20.09.2015          | 0,691                     |
| В своём самом зловещем плане Эггман принимает решение скооперироваться со всеми врагами Соника. Однако работа в группе с кучкой злодеев не так проста, как могло показаться. Всё становится гораздо сложнее, когда в битву вступает ёж Шэдоу. |                                                                              |                                          |                       |                     |                           |

## Сезон 2 (2016—2017)
| № | Название                                                              | Сценаристы | Премьера   | Премьера во Франции | Зрители США (в миллионах) |
| --- | --------------------------------------------------------------------- | ---------- | ---------- | ------------------- | ------------------------- |
| 53 | «Актёрское мастерство» «Tommy Thunder: Method Actor»                  | TBD        | 29.10.2016 | 08.04.2017          | 0.56                      |
| Соник позволяет кинозвезде Томми следовать за ним и наблюдать за его "процессом героя". Однако все становится плохо, когда чрезмерное эго Томми сталкивается с Соником и начинает требовать признания сражений команды.                                                       |                                                                       |            |            |                     |                           |
| 54 | «Космический апокалипсис» «Spacemageddonocalypse»                     | TBD        | 19.11.2016 | 08.04.2017          | 0.18                      |
| Метеор мчится к планете, и Соник должен найти способ остановить его. |                                                                       |            |            |                     |                           |
| 55 | «Борьба за правду» «Nutwork»                                          | TBD        | 26.11.2016 | 15.04.2017          | 0.11                      |
| Когда теленовостям не удаётся сообщить о водном кризисе, Стикс основывает пиратскую радиостанцию, дабы выяснить правду, даже если ей придётся отказаться от своих принципов.                                                                                                  |                                                                       |            |            |                     |                           |
| 56 | «Опустевший город» «Alone Again, Unnaturally»                         | TBD        | 03.12.2016 | 22.04.2017          | 0.09                      |
| Вследствие своего быстрого движения, вызванного ультразвуковым усилителем, Соник исчезает и оказывается в ловушке. Друзьям приходится спасти и вернуть его. |                                                                       |            |            |                     |                           |
| 57 | «Встреча с фанатом» «The Biggest Fan»                                 | TBD        | 10.12.2016 | 29.04.2017          | 0.15                      |
| Соник позволяет Марку Тапиру, самопровозглашённому «фанату номер один», стать его личным помощником, но Марк в конечном итоге заходит слишком далеко. |                                                                       |            |            |                     |                           |
| 58 | «Ловушки для друзей» «Anything You Can Do, I Can Do Worse-er»         | TBD        | 17.12.2016 | 06.05.2017          | 0.19                      |
| Веря себе слишком хорошо, чтобы быть в ловушке, Соник вызвал Тейлза, чтобы придумать способ его поимки. |                                                                       |            |            |                     |                           |
| 59 | «Страх Соника» «I Can Sea Sonic's Fear from Here»                     | TBD        | 24.12.2016 | 13.05.2017          | 0.11                      |
| Когда Эггман придумывает план, по которому Сонику придётся сражаться с ним под водой, ёж должен преодолеть свою гидрофобию, чтобы остановить его. |                                                                       |            |            |                     |                           |
| 60 | «В час ночной» «In the Midnight Hour»                                 | TBD        | 31.12.2016 | 20.05.2017          | 0.12                      |
| Стикс обнаруживает загадочную фигуру, ходящую по деревню посреди ночи, но банда думает, что это просто паранойя Стикс. |                                                                       |            |            |                     |                           |
| 61 | «Плохая идея» «Multi-Tails»                                           | TBD        | 07.01.2017 | 27.05.2017          | 0.14                      |
| Тейлз использует машину, которая разделит его на пять различных Тейлзов, чтобы умножить производительность своего мозга, но каждый обладает лишь небольшой частью его умственной силы, что создаёт проблемы для его друзей и Эггмана.                                         |                                                                       |            |            |                     |                           |
| 62 | «Забастовка!» «Strike!»                                               | TBD        | 14.01.2017 | 03.06.2017          | 0.11                      |
| Орбот и Кубот протестуют против жестокости Эггмана и убеждают других роботов присоединиться к ним. |                                                                       |            |            |                     |                           |
| 63 | «Коварный Орбот» «The Evil Dr. Orbot»                                 | TBD        | 21.01.2017 | 10.06.2017          | 0.14                      |
| Когда Эггман проваливает тест на лицензию зла, он использует Орбота как своего защитника, но Злой доктор Орбот сходит с ума от силы. |                                                                       |            |            |                     |                           |
| 64 | «Тук-тук. Кто там?» «Knuck Knuck! Who's Here?»                        | TBD        | 28.01.2017 | 17.06.2017          | 0.14                      |
| Во время битвы с Эггманом Наклз заболевает амнезией. Когда ему напоминают, что он последний в своём роде, он отправляется на поиски приёмной семьи. |                                                                       |            |            |                     |                           |
| 65 | «Злодейские доспехи» «Mech Suits Me»                                  | TBD        | 04.02.2017 | 24.06.2017          | 0.13                      |
| Соник находит древний роботизированный костюм, который делает его более могущественным, однако у костюма есть побочный эффект: со временем он пробуждает тёмную сторону носителя, делая его более злобным.                                                                    |                                                                       |            |            |                     |                           |
| 66 | «Зло-бот» «FiendBot»                                                  | TBD        | 11.02.2017 | 01.07.2017          | 0.15                      |
| Эггман строит нового робота, чтобы победить Соника, но всё идёт не по плану и робот, вместо того чтобы уничтожить команду Соника, с ними сдружается. |                                                                       |            |            |                     |                           |
| 67 | «Ог-Фроглодит» «Og Man Out»                                           | TBD        | 18.02.2017 | 08.07.2017          | 0.06                      |
| Банда становится подозреваемой, когда Ог-Фроглодит выходит на поверхность. Подозрения стали реальностью, когда армия Фроглодитов вступила в атаку. |                                                                       |            |            |                     |                           |
| 68 | «Трудолюбивый Наклз» «Knine-to-Five Knuckles»                         | TBD        | 25.02.2017 | 15.07.2017          | 0.13                      |
| Когда Наклз выигрывает в розыгрыше лампу, до него доходит, что у него нет дома, где можно её хранить, что вдохновляет его купить дом. |                                                                       |            |            |                     |                           |
| 69 | «Кристалл света» «Blackout»                                           | TBD        | 04.03.2017 | 22.07.2017          | 0.18                      |
| Когда источник энергии Деревни, Кристалл Мерок, приходит в негодность, банде предстоит взять такой же источник энергии из смертельной ловушки, построенной древними жителями.                                                                                                 |                                                                       |            |            |                     |                           |
| 70 | «Без названия» «Unnamed Episode»                                      | TBD        | 11.03.2017 | 29.07.2017          | 0.09                      |
| Когда жители Безымянной Деревни узнают, что их деревню называли в честь злого предка Стикс, они восстают против самой Стикс. |                                                                       |            |            |                     |                           |
| 71 | «Наемные роботы» «Robot Employees»                                    | TBD        | 18.03.2017 | 05.08.2017          | 0.14                      |
| Доктор Эггман создаёт новую линию рабочих-роботов для «Мех Бургер», но у этих сотрудников-роботов есть нечто большее, чем кажется на первый взгляд. |                                                                       |            |            |                     |                           |
| 72 | «Опасный друг» «Give Bees a Chance»                                   | TBD        | 25.03.2017 | 12.08.2017          | 0.08                      |
| Эми ухаживает за здоровьем одного из биботов доктора Эггмана и принимает его как домашнее животное. |                                                                       |            |            |                     |                           |
| 73 | «Мама-бот» «Mombot»                                                   | TBD        | 01.04.2017 | 19.08.2017          | 0.14                      |
| Чувствуя потребность в безусловной любви, Эггман создает «Момбота», но она чрезмерно критична и смущает его перед Соником. |                                                                       |            |            |                     |                           |
| 74 | «Легенда о Мохфуте» «Muckfoot»                                        | TBD        | 08.04.2017 | 26.08.2017          | 0.13                      |
| Тейлз пытается доказать существование мифического существа Макфут. |                                                                       |            |            |                     |                           |
| 75 | «Восход Номинатуса» «Nominatus Rising»                                | TBD        | 15.04.2017 | 02.09.2017          | 0.13                      |
| Номинатус Эггмана вернулся. С помощью двух своих вирусных миньонов он пытается захватить мир за пределами компьютера. |                                                                       |            |            |                     |                           |
| 76 | «Брат Эггмана» «Eggman's Brother»                                     | TBD        | 22.04.2017 | 09.09.2017          | 0.17                      |
| Стив Эггман приезжает в город, считая себя давно потерянным братом Эггмана, и хочет сражаться за добро вместе с Соником и бандой. |                                                                       |            |            |                     |                           |
| 77 | «Не беспокоить» «Do Not Disturb»                                      | TBD        | 29.04.2017 | 16.09.2017          | 0.10                      |
| Вымирающий вид бродит в лачуге Соника. Он не может перемещать уродливое, вонючее животное из-за ряда правительственных постановлений. |                                                                       |            |            |                     |                           |
| 78 | «Загадочные гости. Часть 1» «Robots from the Sky: Part 1»             | TBD        | 06.05.2017 | 23.09.2017          | 0.10                      |
| Мейтон и Болт, два робота из Облачного города, считают Соника и его друзей злыми, потому что они уничтожают роботов Эггмана. |                                                                       |            |            |                     |                           |
| 79 | «Загадочные гости. Часть 2» «Robots from the Sky: Part 2»             | TBD        | 13.05.2017 | 23.09.2017          | 0.13                      |
| Роботы по всей планете стали злыми. Соник и Тейлз отправляются в Облачный город за помощью. |                                                                       |            |            |                     |                           |
| 80 | «Загадочные гости. Часть 3» «Robots from the Sky: Part 3»             | TBD        | 20.05.2017 | 23.09.2017          | 0.40                      |
| Соник и Тейлз обнаруживают, что Облачный город контролируют злые роботы, и в этом мог быть виноват Тейлз. |                                                                       |            |            |                     |                           |
| 81 | «Загадочные гости. Часть 4» «Robots from the Sky: Part 4»             | TBD        | 27.05.2017 | 23.09.2017          | 0.40                      |
| Гипно-бот Тейлза объединяется с Эггманом, чтобы завоевать мир, поэтому команда Соника объединяется со своими роботами-дубликатами, чтобы победить Гипно-бота и его армию. |                                                                       |            |            |                     |                           |
| 82 | «Блохастые проблемы» «Flea-ing from Trouble»                          | TBD        | 03.06.2017 | 30.09.2017          | 0.08                      |
| Команда Соника узнаёт, что иногда самые мрачные вещи появляются в самых маленьких упаковках, когда Эггман атакует своим крошечным роботом. |                                                                       |            |            |                     |                           |
| 83 | «Жажда реванша» «Lightning Bowler Society»                            | TBD        | 10.06.2017 | 07.10.2017          | 0.09                      |
| Молнии грозят украсть фан-базу команды Соника после напряжённого матча в боулинге. |                                                                       |            |            |                     |                           |
| 84 | «Захватывающая поездка» «Planes, Trains and Dude-Mobiles»             | TBD        | 17.06.2017 | 14.10.2017          | N/A                       |
| Ребята рады узнать, что их группа, Dude-itude, забронировала свой первый концерт, поэтому они отправились в путь в своем новом фургоне. |                                                                       |            |            |                     |                           |
| 85 | «Девичник» «Sticks and Amy's Excellent Staycation»                    | TBD        | 24.06.2017 | 21.10.2017          | N/A                       |
| Когда Соник, Тейлз и Наклз уезжают на концерт, Эми и Стикс остаются на женские выходные. Когда Белинда узнает, что половина команды ушла, она планирует нападение. |                                                                       |            |            |                     |                           |
| 86 | «Эггман-отель» «Inn Sanity»                                           | TBD        | 01.07.2017 | 28.10.2017          | N/A                       |
| Эггман не может оплатить налоги за уборку мусора, поэтому, чтобы собрать необходимые средства, ему предстоит превратить своё логово в роскошный курорт. |                                                                       |            |            |                     |                           |
| 87 | «Мистер Эггман» «Mister Eggman»                                       | TBD        | 08.07.2017 | 03.11.2017          | N/A                       |
| Когда выясняется, что Эггман на самом деле не доктор, над ним начинают подшучивать, и он должен вернуться в школу, чтобы закончить докторскую диссертацию Зла. |                                                                       |            |            |                     |                           |
| 88 | «Логово с привидениями» «The Haunted Lair»                            | TBD        | 15.07.2017 | 10.11.2017          | N/A                       |
| Думая, что в его логово водятся призраки, Эггман продаёт его Баркеру. Соник и Тейлз должны доказать, что призраки не настоящие. |                                                                       |            |            |                     |                           |
| 89 | «Возвращение в Дом дружбы» «Return of the Buddy Buddy Temple of Doom» | TBD        | 22.07.2017 | 17.11.2017          | N/A                       |
| Неспособный использовать своих роботов, Эггман использует Фроглодитов, чтобы заставить Гогоба добывать кристалл, который приведёт в действие его новый гигантский меховый костюм.                                                                                             |                                                                       |            |            |                     |                           |
| 90 | «Антигравитация» «Eggman's Anti-Gravity Ray»                          | TBD        | 29.07.2017 | 24.11.2017          | N/A                       |
| Антигравитационный луч Эггмана вызывает хаос в Деревне Ёжика. С вновь обретённой уверенностью, Кубот пытается принести просвещение сельским жителям. |                                                                       |            |            |                     |                           |
| 91 | «Матч века» «Victory»                                                 | TBD        | 05.08.2017 | 01.12.2017          | N/A                       |
| Соник призывает Эггмана играть в футбол, чтобы спасти любимый центр отдыха Деревни. |                                                                       |            |            |                     |                           |
| 92 | «Миссия "Присмотреть за Чамли"» «Three Men and My Baby!»              | TBD        | 12.08.2017 | 08.12.2017          | N/A                       |
| Когда Соник, Тейлз и Наклз случайно травмируют леди Уолрус, они соглашаются позаботиться о её ребёнке, Чамли. |                                                                       |            |            |                     |                           |
| 93 | «Другое измерение» «Where Have All the Sonics Gone?»                  | TBD        | 19.08.2017 | 15.12.2017          | N/A                       |
| Морфо отправляет Соника в измерение, где он никогда не существовал. Соник должен объединить свою банду и помочь отвоевать деревню альтернативного измерения. |                                                                       |            |            |                     |                           |
| 94 | «Будут гонки» «If You Build It They Will Race»                        | TBD        | 26.08.2017 | 22.12.2017          | N/A                       |
| Банда становится очень конкурентоспособной друг с другом, когда они участвуют в автогонках, используя автомобили, которые они сами и создали. |                                                                       |            |            |                     |                           |
| 95 | «Реальные враги» «Chain Letter»                                       | TBD        | 02.09.2017 | 29.12.2017          | N/A                       |
| Соник соглашается быть другом доктора Эггмана в социальных сетях, но об этой доброте вскоре пожалеет. |                                                                       |            |            |                     |                           |
| 96 | «Вектор-разоблачитель» «Vector Detector»                              | TBD        | 09.09.2017 | 05.01.2018          | N/A                       |
| Молоток Эми теряется, и она вне себя без него. Вектор расследует это дело. |                                                                       |            |            |                     |                           |
| 97 | «Три минуты» «Three Minutes or Less»                                  | TBD        | 30.09.2017 | 26.01.2018          | N/A                       |
| Соник становится курьером для Мех Бургер, гарантируя, что он сделает все поставки менее чем за 3 минуты, но ему преграждает путь Эггман. |                                                                       |            |            |                     |                           |
| 98 | «Логово заблокировано» «Lair on Lockdown»                             | TBD        | 07.10.2017 | 02.02.2018          | N/A                       |
| После случайного запуска протокола блокировки во время битвы банда оказывается в ловушке в логове Эггмана вместе с самими Эггманом, Куботом и Орботом, но может ли Соник с друзьями сбежать из логова Эггмана? Или он попытается остановить Соника и его друзей от их побега? |                                                                       |            |            |                     |                           |
| 99 | «Одно целое» «You and I Bee-come One»                                 | TBD        | 14.10.2017 | 09.02.2018          | N/A                       |
| Тейлз проверяет своё новое устройство телепортации на себе и случайно объединяется с биботом. Соник должен найти способ полностью изменить процесс. |                                                                       |            |            |                     |                           |
| 100 | «Не зли меня» «Don't Make Me Angry»                                   | TBD        | 21.10.2017 | 16.02.2018          | N/A                       |
| В результате неудачного эксперимента Эггман превращается в очаровательное маленькое существо каждый раз, когда злится. |                                                                       |            |            |                     |                           |
| 101 | «Семейный отпуск» «Eggman Family Vacation»                            | TBD        | 28.10.2017 | 23.02.2018          | N/A                       |
| Доктор Эггман и Стив превращают семейный отдых в Робокене в возможность для совершения злых поступков. Майтон и Болтс заручаются поддержкой Соника и его друзей. |                                                                       |            |            |                     |                           |
| 102 | «Воссоединение» «Return to Beyond the Valley of the Cubots»           | TBD        | 04.11.2017 | 02.03.2018          | N/A                       |
| Когда Тейлз дает Д-Фекту способность говорить, маленький робот присоединяется к Куботам и отказывается убить их заклятого врага, доктора Эггмана. |                                                                       |            |            |                     |                           |
| 103 | «Новая игра: Часть 1» «Eggman: The Video Game: Part 1»                | TBD        | 11.11.2017 | 09.03.2018          | N/A                       |
| Когда Эггман пытается завербовать Шэдоу, чтобы помочь ему принести больше зла в свою видеоигру, это оборачивается плохими последствиями для Соника и его друзей. |                                                                       |            |            |                     |                           |
| 104 | «Новая игра: Часть 2: Конец света» «Eggman: The Video Game: Part 2»   | TBD        | 18.11.2017 | 09.03.2018          | 0.17                      |
| Грядёт конец света — имея дело с гневом Шэдоу, Эггман уходит со своим коллегой из измерения, где Соника нет. Теперь Соник должен разобраться как с Эггманом, так и с Шэдоу и Металлом Соником, прежде чем два измерения уничтожатся.                                          |                                                                       |            |            |                     |                           |